# Prins Friso Ingenieursprijs
De Prins Friso Ingenieursprijs is een Nederlandse onderscheiding die jaarlijks door het Koninklijk Instituut van Ingenieurs (KIVI) wordt toegekend aan een ingenieur die zich onderscheidt in expertise, innoverend vermogen, maatschappelijke impact en ondernemerschap. De prijs, die vernoemd is naar Friso van Oranje-Nassau van Amsberg, werd in 2015 voor het eerst uitgereikt. De Prins Friso Ingenieursprijs geldt als de meest prestigieuze Nederlandse prijs voor ingenieurs. Daarnaast mag de winnaar zich een jaar lang "Ingenieur van het Jaar" noemen.

## Winnaars
- 2025: Meike Nauta
- 2024: Pavlina Nanou
- 2023: Jacquelien Scherpen
- 2022: Marijn van Rooij
- 2021: David Fernandez Rivas
- 2020: Bas Reedijk (XBlock)
- 2019: Maja Rudinac-Voorneveld
- 2018: Nima Tolou
- 2017: Rick Scholte
- 2016: Tim Horeman-Franse
- 2015: Allard van Hoeken

Ingenieur van het Jaar
- 2014: Karianne Lindenhovius
- 2013: Pieter Kool
- 2011: Michaël Lansbergen
- 2009: Gerard Vroomen
- 2008: Saskia Rijtema
- 2007: Micha Mulder en Ronny van ’t Oever